# Nikolai Durnovo
Nikolai Durnovo (rusă: Никола́й Никола́евич Дурново́)  (n. 4 noiembrie 1876, Moscova - d. 27 octombrie 1937, Sandarmokh lângă Medvezhiegorsk, împușcat) - a fost un lingvist rus (și sovietic), istoric și etnograf, membru corespondent al Academiei de Științe a URSS (1924), academician al Academiei Belaruse de Științe (1928-1930, exclus). A fost specialist în dialecte rusești (en.), istoria rusă și slavă precum și literatură antică. A clasificat apariția dialectelor ruse, teorie în general acceptată de știința modernă.
A recunoscut independența limbii ucrainene față de cea rusă. 

## Biografie
A absolvit în 1899 de Facultatea de Istorie și Filologie de la Universitatea din Moscova .
Din 1904 a lucrat ca profesor asistent la Universitatea din Moscova, mai târziu - profesor asistent, profesor la Harkov și (în perioade diferite) Petrograd, Moscova, Belarus ( Minsk ) și la Universitatea Saratov .
Între 1924 - 1927 a lucrat ca profesor la Universitatea din Brno ( Republica Cehă ).
A fost arestat ilegal în 1933, împușcat în 1937.
Nikolai Durnovo a fost reabilitat în 1967.

## Lucrări principale
- O scurtă istorie a dialectelor din Rusia - Краткий очерк русской диалектологии. Harkov, 1914.
- Eseu privind dialectele din Rusia - Очерк русской диалектологии. М., 1915.  (împreună cu D.N. Ushakov și N.N. Sokolov).
- O scurtă istorie a limbii ruse - Очерк истории русского языка. Moscova Leningrad, 1924
- Dicționar gramatical - Грамматический словарь. М., 1924. 2-е изд.: М.: Флинта, 2001.
- Introducere în istoria limbii ruse  - Введение в историю русского языка. [Брно], 1927. 2-е изд.: М.: Наука, 1969. citește online
- Lucrări selectate privind istoria limbii ruse - Избранные работы по истории русского языка. М.: Языки славянской культуры, 2000. (Studia philologica). citește online
- Statele și popoarele Peninsulei Balcanice. Trecutul, prezentul și viitorul lor și minciuna bulgară (1890, iscălită cu inițialele N. D.)
- Au oare bulgarii drepturi istorice asupra Macedoniei, Traciei și vechii Serbii? (1895)
- Propaganda bulgară în Macedonia și problema macedoneană (1899)
- Politica panslavistă rusească în Orientul pravoslavnic și în Rusia (1908)